# Сенатовка
Сенатовка, Сэнэтэука (рум. Sănătăuca) — село в Флорештском районе Молдовы. Относится к сёлам, не образующим коммуну.

## История
В начале 1990-х годов, после объявления ПМР независимости, село являлось временным административным центром правобережной части Каменского района. Впоследствии эта территория была возвращена Флорештскому району, из которого в 1969 году и была передана Каменскому району.

## География
Село расположено на высоте 43 метра над уровнем моря.

## Население
По данным переписи населения 2004 года, в селе Сэнэтэука проживает 2989 человек (1435 мужчин, 1554 женщины).
Этнический состав села:
| Национальность | Число жителей | Процентный состав |
| -------------- | ------------- | ----------------- |
| молдаване      | 2922          | 97,76             |
| румыны         | 28            | 0,94              |
| украинцы       | 23            | 0,77              |
| русские        | 12            | 0,4               |
| прочие         | 4             | 0,13              |
| Всего          | 2989          | 100 %             |